# Sant'Agnello
Sant'Agnello är en ort och kommun i storstadsregionen Neapel, innan 2015 provinsen Neapel, i regionen Kampanien i Italien. Kommunen hade 9 125 invånare (2017).